# Torneo de Catar 2023
El Qatar Total Open 2023
fue un torneo de tenis WTA 500 en la rama femenina. Se disputó en Doha (Catar), en el complejo International Tennis and Squash y en cancha dura al aire libre.

## Distribución de puntos
| Modalidad  | G   | F   | SF  | CF  | Ronda de 16 | Ronda de 32 | C  | C3 | C2 | C1 |
| Individual | 470 | 305 | 185 | 100 | 55          | 1           | 25 | 18 | 13 | 1  |
| Dobles     | 470 | 305 | 185 | 100 | 1           |             |    |    |    |    |

## Cabezas de serie

### Individuales femenino
| Tenista              | Ranking | Preclasificada |
| Iga Świątek          | 1       | 1              |
| Jessica Pegula       | 4       | 2              |
| Caroline Garcia      | 5       | 3              |
| Cori Gauff           | 6       | 4              |
| Daria Kasatkina      | 8       | 5              |
| Belinda Bencic       | 9       | 6              |
| Veronika Kudermetova | 11      | 7              |
| Jeļena Ostapenko     | 12      | 8              |

- Ranking del 6 de febrero de 2023.[2]

### Dobles femenino
| Tenista                            | Ranking | Preclasificada |
| Cori Gauff Jessica Pegula          | 6       | 1              |
| Lyudmyla Kichenok Jeļena Ostapenko | 21      | 2              |
| Desirae Krawczyk Demi Schuurs      | 27      | 3              |
| Giuliana Olmos Shuai Zhang         | 34      | 4              |

## Campeones

### Individual femenino
Iga Świątek venció a  Jessica Pegula por 6-3, 6-0

### Dobles femenino
Cori Gauff /  Jessica Pegula vencieron a  Lyudmyla Kichenok /  Jeļena Ostapenko por 6-4, 2-6, [10-7]